# 安般守意經
《安般守意經》，東漢安世高所譯之坐禪佛典。康僧會、支愍度、謝敷、支遁、釋道安等人都曾為之作注，但已佚失，僅存留康僧會的序文。
1970年代，一行禪師於法國教授越南佛教時，讀到康僧會為此經撰序，卻未能找到內文，估計已經失傳，推斷現今所見的《大安般守意經》已非原譯本，而是譯文與註釋夾雜的擴充本。
1999年2月，落合俊典教授在日本大阪府天野山金剛寺，發現了更近原譯本的 (小)《安般守意經》，學者推斷此經代表着公元三世紀時已存在的某文本。 敦煌有殘存的S4221手稿。
此經內容與《修行道地經 · 數息品》、《陰持入經》關係密切，但與講解出入息念的《雜阿含803經》《中部118 ‧ 出入息念經》《相應部54 ‧ 出入息相應》有所差異。
此經說明“坐禪數息”的主張，中國禪學史上最早提到“坐禪”的經典之一。南宗禪興起前，坐禪為修禪的不二法門。

## 金剛寺安般守意經 (原文)

##### 安般序
夫安般者，諸佛之大乘，以濟眾生漂流也。
其事有六，以治六情。情有內外：眼、耳、鼻、口、身、心，謂之內矣；色、聲、香、味、細滑、邪念，謂之外也。
經曰，諸海十二事，謂內外六情之愛，耶(邪)行猶海愛流，餓夫夢飯，蓋无滿足也。心之溢盪，无微不浹；恍惚髣髴，出入無間，視之无形，聽之无聲；逆之无前，尋之无後；深微細妙，形无糸髪。梵釋仙聖所，不能照明，默種于此，化生于彼，非凡所覩，謂之陰也。猶以晦曀種夫探芥，闘手覆種，率(孳)有萬億，傍(旁)人不覩其形，種家不知其數也。一朽乎下，萬生于上，弹指之間，心九百六十轉，一日一夕，十三億意，意有一身，心不自知。
猶彼種未，是以行家(寂)，繫意著息，數一至十，十數不誤，意定在之，小定三日，大定七日，寂他无念，泊然若死，謂之一禪。
禪(棄也)，棄十三億穢念之意，已獲數定，轉念著隨，蠲除其八，正有二意，意定在隨，由在數矣！垢濁消滅，心消(稍)清淨，謂之二禪。
又除其一，注意鼻頭，謂之止也。得止之行，三毒、四走、五陰、六冥，諸穢滅矣，宴(煚)然心明踰明月珠，淫耶(邪)污心，猶鏡處澁穢垢污焉；偃以照天，覆以臨土；聰叡聖達，萬土臨照。雖有天地之大，靡一夫而能覩，所以然者，由其垢濁。眾垢污心，有踰彼鏡矣！若得良師剗刮瑩磨，薄塵微曀，蕩使无餘；擧(舉)之以照，毛髪面理，无微不察；垢退明存，使其然矣！情溢意散念，萬不識一矣。猶若於市，馳心放聽，廣採眾意(音)；退宴存思，不識一夫之言。心逸意散，濁翳聽(其聰)也。若自閑處，心思寂莫，志无邪欲，側耳靖聽，萬句不失，片言斯者(著)，心靖意清之所由也。行寂止意，懸之鼻頭，謂之三禪也。
還觀其身，自頭坙(至)足，反覆微察；內體污露，森森毛竪，猶覩膿涕。於斯昊照天地人物，其盛若幻(衰)，无存不亡。信佛三寶，眾冥皆明，謂之四禪也。
攝心還念，諸陰皆滅，謂之還也；穢欲寂盡，其心无想，謂之淨也。得安般行者，齊(厥)心即明，舉明所觀，无幽不覩。住(往)无數劫，方來之事，人物所更，現在諸剎，其中所有；世尊法化、弟子誦習，无遐不見，无聲不聞；恍惚(怳惚)髣髴，存亡自由；大彌八極，細貫毛釐。制天地，住壽命；猛神德，壞天兵；動三千，移諸剎。八不思議，非梵所側(測)；神德无限，六行之由也。世尊欲說斯經時，大千震動，人天易色，三日安般，无能質者，於是世尊化為雨(兩)身，一曰何等、一尊主演宇斯義出矣。大士、上人、六雙、十二輩，靡不執行。
有菩薩者(名)安清，字世高，安息王嫡後之子，讓國與叔，馳避本土；翔而後集(進)，遂處京師。其為人也，博學多識，貫綜神棋、七正、盈縮、風氣、吉凶、山崩、地動、鍼脈諸術。覩色知病，鳥獸鳴啼，无音不照。懷二儀之弘仁，愍黎庶之頑闍(闇)。先挑其耳，却啟其目，欲之視明聽明(聰)也。徐乃陳演无上正真之六度，譯安般之祕奧。
學者塵興，靡不去穢濁之操，就清白之德者。餘生末蹤，始能負薪，考妣俎(殂)落，三師彫(凋)喪；仰瞻雲日，悲无質受；眷言顧之，娟焉(然)出涕。宿祚未汽(沒)，會見南陽韓林、頴川華(皮業)、會稽陳惠(慧)。此三賢者，信道篤密，執德弘正；丞丞(烝烝)進進，志道不倦。余從請問，見(規)周(同)遊(矩)合，(義余無乖異。陳慧注義)，余助斟酌，非師不傳，不敢自由也。言多鄙拙，不究佛意，明喆(哲)眾賢，願共臨察；義有朊(肬)腨，加聖那(删)定，共顯神融矣。

##### 解釋經名
何等爲安？何等爲般？何等爲安般守意？
入息爲安，出息爲般。隨是法意，是名爲安般守意。

##### 六事
安般守意亦爲六事，何等爲六？一數，二隨，三止，四觀，五還，六淨。
「數」屬二事，一爲計出入息，二爲舍家中念。
「隨」亦助成二事，一爲入息出息受想，二爲舍家外念。
「止」亦成二事，一為定，二為斷一切念。
「觀」亦屬二事，一為入息出息，分別但相觀，二為意念所憂想。
「還」亦屬二事，一為還五陰，二為佑見滅盡。
「淨」亦屬二事，一為捨縛結，二為見淨。

##### 數
數爲何等？入息出息數十息，无得過十息，无得減十息，入息至竟投一，出息至竟投二。若投二意誤，更從一投起，若至九投意誤，更從一數起，令莫誤十息。入息出息數，是名爲數。何用是數？但從是斷家中念。

##### 隨
隨爲何等？入息至竟，當隨莫投一。出息至竟，當隨莫投二，是名爲隨。何用是隨？但從是斷外念。

##### 止
止爲何等，入息至竟，遍止鼻頭。莫隨。出息至竟，著鼻頭，莫隨。是爲止。何用是止？但欲從是止念。

##### 觀
觀爲何等？入息出息，分別倶相觀，受意念法想。
入息出息，爲色陰。入息出息更痛，爲受痛陰。入息出息覺，爲成思想陰。入息出息覺，爲受行陰。入息出息覺從念，是爲識盛陰。如是受陰想已，如是受陰想，分別倶想觀，新新生滅，相離，无有故。
觀入息異、出息異。入息因痛異、出息因痛異。入息思想異、出息思想異。入息覺異、出息覺異。入息從念識異、出息從念識異，是名爲微隨可，分別倶名。
入息出息，色盛陰。入息出息更痛痒，痛痒盛陰。入息出息知爲思想，思想盛陰。入息出息念作生死，生死盛陰。入息出息更識，識盛陰。如是受陰想已，如是受陰想。
入息出息前後，分別相觀。是時入息時，不是時出息時；是時出息時，不是時入息時。
是時入息更痛；不是時出息更痛，是時出息更痛，不是時入息更痛。
是時入息知，不是時出息知；是時出息知，不是時入息知也。
是時入息作，不是時出息作；是時出息作，不是時入息作也。
是時入息識，不是時出息識；是時出息識，不是時入息識也。中相隨可，名爲一行。
入息出息，色盛陰。入息出息更痛，痛盛陰。入息出息念思想，思想盛陰。入息出息行作生死，生死盛陰。入息出息更知識，識盛陰。五陰想受如是，已陰想受如是，有意便却，思惟觀增，隨名為可，是名為觀。

##### 還
還爲何等？還五陰，知見滅盡處。
入息出息，色盛陰。入息出息更痛，痛盛陰。入息出息念思想，思想盛陰。入息出息作行生死，生死盛陰。入息出息知識，識盛陰。如是受陰想已，如是受陰想，從生死便滅受。今有非前有，前有非今有。
分別觀生死，見上頭无息所從，來作因有，不作盡无有。分別生死後，觀无有迹處，作因有已，有便盡，不願向定，成度世已，下正道出世間地。未得道迹，會不得中命盡，要得道迹，是天下地，能得焼，能得壊，能得无有，得上説。行者不得中命盡，惡墮道，是名爲還。何用是還？從是致得根也。

##### 淨
淨爲何等？爲舍結，亦見淨。
入息出息，色盛陰。入息出息，更痛痒，痛痒盛陰。入息出息，念思想，思想盛陰。入息出息，行作生死，生死盛陰。入息出息，因受識，識盛陰，如是受陰想。已如是受陰想，從出受滅意，便却生死，是不願定増守向活。

##### 四意止 (四念住)
内外身身觀止。若入息出息壊時，覺是時見，即空定向活无爲度世行。内外身身相觀止。若有入息出息，行清淨，是時見正可，是不願定向活，无爲渡世行。内外身身相觀行止。若入息出息，所更痛，不受想，從出，滅止意，便却生死。是不想定向活，无爲度世行。是名爲身觀止。
内外痛痒痛痒相觀行止。若入息出息復壊，從痛痒暁正見，是空定向活，无爲度世行。内外痛痒痛痒見行止。若有入息出息，因痛滅，可觀見，是不思想定向活，无爲度世行。内外痛痒痛痒相觀行止。若有一時入息出息，因識知受想行，出滅受想，便意離却世間，是不願定向活，无爲度世行。
内外意意見(相)觀止。若入息出息，有壊時，更已，寤正見，是空定同活，无爲度世行。内外意意見行止。若入息出息，有從是寤盡滅，可正見，是不思想定活向，无爲度世行。内外意意相觀見行止。若有入息出息，知入息出息，寤已，受思想行，出受滅意，却生死，是不願定活向，无爲度世行。
内外法法觀見。若一時，入息出息壊，覺知入息出息，寤已，受思想行，出受滅意，却生死，是不願定活向，无爲度世行。内外法法觀見。若一時，入息出息壊，覺知入息出息，更寤正見，是空定活向，无爲度世行。内外法法見行止。若入息出息，知入息出息行，寤知滅，見可。是不願定活向，无爲度世行。内外法法見行止。如是四意事。如是増守，不離多作。是爲四意止。

##### 四斷意
四斷意爲何等？
未生弊悪意法，不復生，是爲一斷意。
已生弊悪意法，即舍，是爲二斷意。
未生清淨法，即生，是爲三斷意。
已生清淨法，便増多有生，是爲四斷意。
如是四意正斷，即時行満具，是爲四斷意

##### 四神足
彼如應欲得，是名爲欲。從是欲，所生念一心，是名爲定。彼如是應行，相連不中止，有信，有精進，有念，有定，有慧，是名爲斷生死。故説：欲定斷生死，隨行成神足。
彼如是應行，身者，意者能攝，是名爲精進。從是精進，所起意念一心，是名爲定。彼如是相連，不中止斷，若欲，若信，若念，若定，若慧，是爲斷苦生死根。故説：精進定斷生死，有神足行。
彼如是應行，若意，若心，若識，是名爲意。所生念一心，是名爲定。彼如應諦行，常不離，若欲，若信，若精進，若念，若定，若慧，是名爲斷生死。如是有應隨，故言意定斷生死，有應行成神足行。
彼如有可遍諦，是名爲思惟。所起念一心，是名爲定。彼如有常斷，若欲，若信，若精進，若念，若定，若慧，是名爲斷生死。故曰念定，斷生死苦，隨行成神足滿。如是是四神足，是時行倶行，彼若能定，若精進定，若意定，若思惟定，是名爲定根。
佛説如是，欲見定根，當見在四棄中。如是是四棄，是時行倶行

##### 五根
彼如有諦，信。信者，不離信意生，是生意，能得隨分別可，念可，可，是名爲信根。
彼如有諦，身亦念攝持，是名爲精進根。
彼如有諦，意生不忘諦，是名爲念根。
彼如有諦，一心向行，是名爲定根。
彼如有諦，觀，是名爲慧根。
如是五根，在時行倶行。

##### 五力
彼如有諦，信，不信不能得壊信，是名爲信力。
彼如有諦，精進，不精進不能得壊精進，是名爲精進力。
彼如有諦，念意，感（惡）意不能得壊念意，是名爲念力。
彼如有諦，定意，感（惡）意不能得壊定意，是名爲定力。
彼如有諦，智慧，不慧不能得壊智慧，是名爲慧力。
屬是故根，不能得壊故力，如是五力，是時行倶行。

##### 七種覺意
彼如有諦，念不忘，是爲念覺種意。
彼如有諦，觀，是名擇法覺種意。
彼如有諦，身行亦所念得攝，是名爲精進覺種意。
彼如有諦，從諦足喜，是名爲喜覺種意。
彼如有諦，身亦然已念止，是爲止覺種意。
彼如有諦，一向念，是名爲定覺種意。
彼如有諦，意隨願得觀，是名爲觀覺種意。
如是七覺種意，是時行倶行。

##### 八種道
彼如應有諦，觀，是名爲直見。
彼如應有諦，至誠計，是名爲直行正計。
彼如應有諦，直身亦念攝制，是名爲正方便治。
彼如應有諦，直意，生念不斷，是名爲直正念意。
彼如應有諦，直行一向念，是名爲正定。
上頭三法，三道行已具足行。何等爲三道？一直口，二直身，三直意。
如是，是得道者八種道。

##### 四諦
行事者，常作者，從行兩法，便滿具行。何等爲兩法？一者止，二者觀。
止亦觀雙倶行，行便行，知受解四諦。一識苦，二舍習，三盡自證，四行道滿。譬如日出作四事，一壞冥，二爲現明，三爲見色萬物，四成熟萬物。止觀亦如是，正雙行，便知受解四諦。一識苦，二舍習，三盡自證，四諦行滿也。
彼如應有諦，欲愛不復愛，意解得脱，癡解，從解慧得脱，是名爲度世，從世間得脱。彼如應有諦，知盡，智慧足，知生不復生，智慧，是名爲慧明。
如是是兩法，是時行具足慧亦脱。

##### 四解依
彼如應有諦，從世間法行，有亦法世間著，是色陰種，是思想陰種，是生死行陰種，是識陰種，常斷所在，從慧生不漏，是名爲得法解。
彼如應有諦，從本生，有亦從本因緣著，是色陰種也，是痛痒痛痒陰種，是思想陰種，是生死陰種，是識陰種，當斷，從是慧生道慧明不漏，是名爲利解。
已若有名，解知是法，思處可能，如有投説，如有可見，若陰，若行，若入，若從正，起非常者，苦者，空者，非身者，當從是已斷，從是慧起，得道不漏，是名爲分別投解。
彼如應有諦，從慧慧知，慧慧成，從慧慧解，當彼更斷，從是慧生起，得明慧不漏， 是名爲辯才博解。
道依如是，是四解依。

##### 四果
是時行俱行，得道迹，名為須陀洹得道迹。福為何等？若從行見應斷，斷三結，何等？為三地獄、畜狌、餽鬼无有。遺盡從受樂罪已，抜(拔)本根連共意念法，從是法不復還受罪，是為得道迹須陀洹。福幾？因緣知得，道迹須陀洹福五因緣，何等為五？自知生死本，不復待受，餘說一向佛說法已，一切從佛受思，從法行，慧已淨，從見行斷，三結无有餘，已斷自知，是為五福。
第二往來得道，名為斯陀含，斯陀含福者為何等？三結從見行斷，无有餘，盡欲恚癡薄所罪，盡從所念意，從是法不復受殃福，是名為斯陀含福。從五因緣相分別，知斯陀含福何等，為五法：无中有疑，從所結法起，知薄厚欲恚癡攝行已，生弊惡念來疾散夫寂然，思一心增行，是為五福。
阿那含名為不還世間，阿那含福為何等？五下結已盡。何等為五？貪欲、瞋、恚、見身、轉戒本願為疑，是五。為无有已，從舍使結意相連所念法，從是法不從受殃福，是名為阿那含。福幾？因緣知，阿那含福為五，何等為五？多少不復生，欲從所因緣瞋恚起，相逢不復瞋恚、四顛倒，在欲界中已盡舍知，為五下縛結已舍盡知，為意向猶寂然，意樂寂然，意隨寂然，是為五。
阿羅漢名為无所著，阿羅漢福為何等？上五縛與盡，何等為五上色欲无有？色欲无有婬、驕、慢、愚癡已，抜罪從法意連念，從是法不復生殃福，是名為阿羅漢。福幾？因緣知阿羅漢福功德為五。何等為五？欲已舍盡知，瞋恚已舍盡知，愚癡已舍盡知，驕慢已舍盡知，慧盡已生，是為五功德。何等為五？不復學戒，不復學定，不復學度世，不復學解脫慧，現未甞生慧已生，是為五行卅二相。薄不精進，半行不竟，佛相不與佛等，故辟支佛。

##### 總結
師云：「數息爲一禪，相隨爲二禪，止爲三禪，觀爲四禪。」
師云：「數息爲四意止，相隨爲四意斷，止爲四神足，觀爲五根五力，還(爲)七覺意，淨爲八道行。」
師云：「數息爲須陀洹，相隨爲斯陀含，止爲阿那含，觀爲阿羅漢。」

## 大安般守意經
註譯本《大安般守意經 （页面存档备份，存于）》收錄於《大正藏》經集部，論述以觀察呼吸作為修習禪定的方法。安那般那念為後漢到東晉時期所流行的禪法。
安般，透過數息或者觀察出入息，達致‘守意’。
守意：掃除內心各種思想障礙。
六事：“守意”的法門，分別為：數息、隨息、止、觀、還、淨。又稱為六妙門，達至涅槃之法。
數息：反覆地從一至十數呼吸。
相隨：順隨出入息，專注在呼吸運行上。
止：注意力轉向止於不動的鼻頭，使人不受一切外物干擾。
觀：觀五陰“非常、苦、空、無我”。
還：棄身七惡、還五陰，以斷除人生的貪與愛  (七惡：殺、盜、淫、妄言、兩舌、惡口、綺語)。
淨：即無為(安世高以格義法譯涅槃為無為)，無欲無想，不受五陰之境。

## 外部連結
- 大安般守意經（白話解說）
- 敦煌写本S 4221 : 金剛寺本『安般守意経』に関する注釈テキストの研究  （页面存档备份，存于）
- CBETA T15 No. 602 《大安般守意經》 （页面存档备份，存于）